# اپتیموس (آرکانزاس)
اپتیموس (به انگلیسی: Optimus) یک منطقهٔ مسکونی در ایالات متحده آمریکا است که در شهرستان استون، آرکانزاس واقع شده‌است. اپتیموس ۲۰۶٫۰۵ متر بالاتر از سطح دریا واقع شده‌است.